# Erlastrut
Erlastrut ist ein Gemeindeteil der Marktes Hiltpoltstein im Landkreis Forchheim (Oberfranken, Bayern).

## Geografie
Der im nordwestlichen Teil der Pegnitz-Kuppenalb gelegene Weiler befindet sich etwa vier Kilometer südlich des Ortszentrums von Hiltpoltstein auf einer Höhe von 493 m ü. NHN.

## Geschichte
Die Ortsbezeichnung geht auf eine Kombination der beiden Bestandteile Erla (Erlen) und struot zurück, wobei der letztgenannte Begriff im Althochdeutschen Sumpf bedeutet.

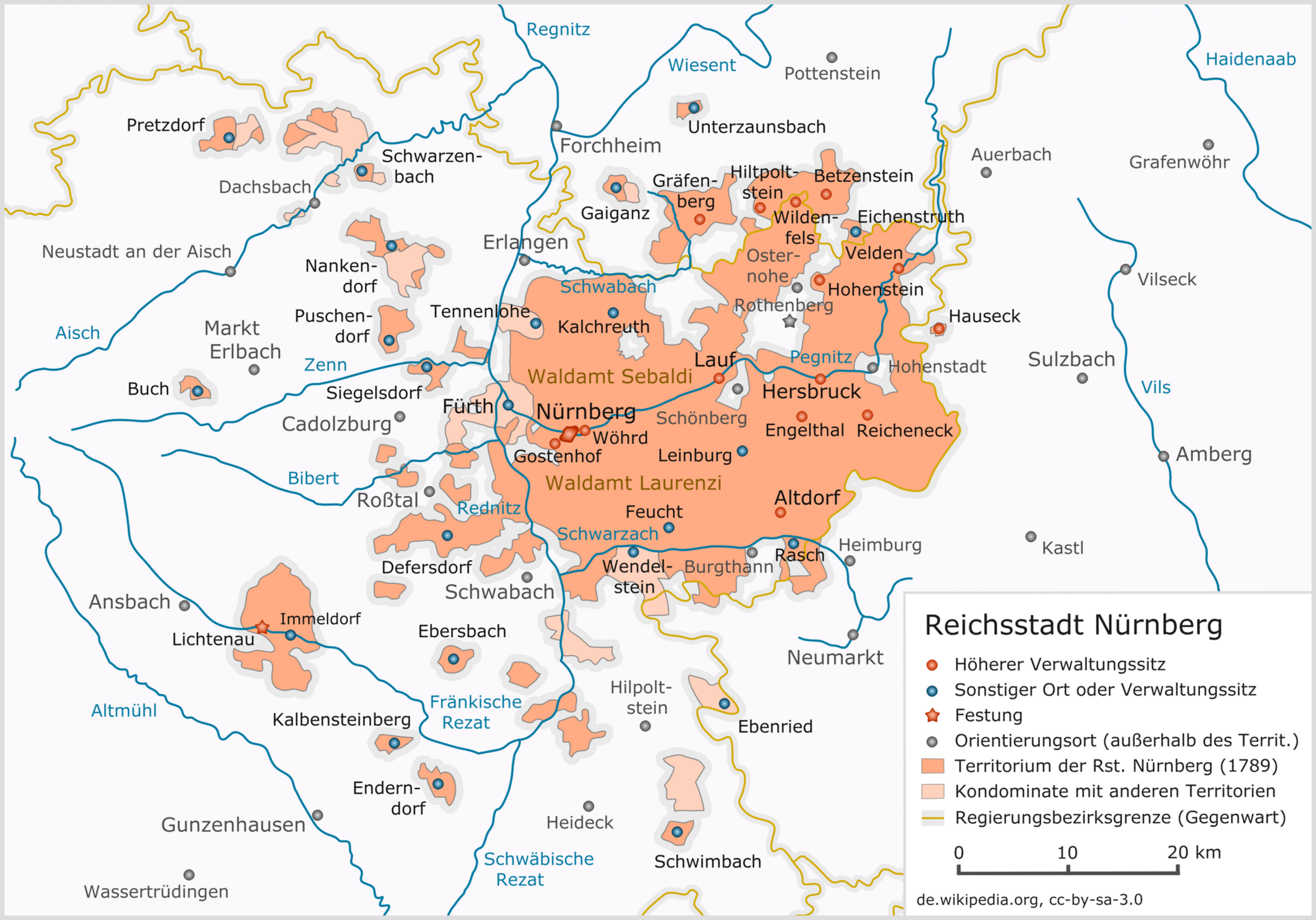
Das Landgebiet der Reichsstadt Nürnberg

Bis zum Beginn des 16. Jahrhunderts befand sich Erlastrut im Eigentum des zur Kurpfalz gehörenden Klosters Weißenohe, dann wurde es während des Landshuter Erbfolgekrieges wie zahlreiche andere kurpfälzische Orte von den Truppen der Reichsstadt Nürnberg besetzt. Obwohl der Landshuter Erbfolgekrieg 1505 mit dem Kölner Frieden endete, setzten sich die militärischen Auseinandersetzungen der Reichsstadt mit der Kurpfalz noch jahrelang fort, oftmals in der Form von Kleinkriegen. Erst nach jahrelangen Verhandlungen kam im Dezember 1520 ein Vertrag zustande, in dem der Reichsstadt der weitaus größte Teil ihrer Eroberungen überlassen wurde, darunter auch Erlastrut. Verwaltungstechnisch ordnete die Reichsstadt den Ort ihrem 1503 eingerichteten Pflegamt Hiltpoltstein zu, das sowohl die Hochgerichtsbarkeit als auch die Dorf- und Gemeindeherrschaft über den Ort ausübte. In den folgenden drei Jahrhunderten blieben diese Verhältnisse unverändert bestehen, bis im Jahr 1790 Kurfürst Karl Theodor von Pfalz-Baiern alle zwischen der Reichsstadt und der Pfalz bzw. Baiern abgeschlossenen Verträge und Abkommen ohne Rechtsgrundlage aufkündigte. Daraufhin wurden von Pfalzbaiern alle Orte sequestriert, die sich bis zum Landshuter Erbfolgekrieg im Besitz des Klosters Weißenohe befunden hatten, wodurch auch Erlastrut bayerisch wurde.
Durch die Verwaltungsreformen zu Beginn des 19. Jahrhunderts im Königreich Bayern wurde Erlastrut mit dem Zweiten Gemeindeedikt 1818 ein Teil der Ruralgemeinde Lilling. Im Zuge der Gebietsreform in Bayern wurde Erlastrut in den Markt Hiltpoltstein eingemeindet.

## Verkehr
Die Anbindung an das öffentliche Straßennetz wird hauptsächlich durch die Kreisstraße FO 22 hergestellt, die nahe dem östlichen Ortsrand von der Staatsstraße St 2241 abzweigt und nach dem Ort in westlicher Richtung nach Lilling weiterführt. Von Erlastrut aus führt eine Gemeindeverbindungsstraße in das etwa eineinhalb Kilometer nordwestlich gelegene Wölfersdorf.

## Baudenkmäler

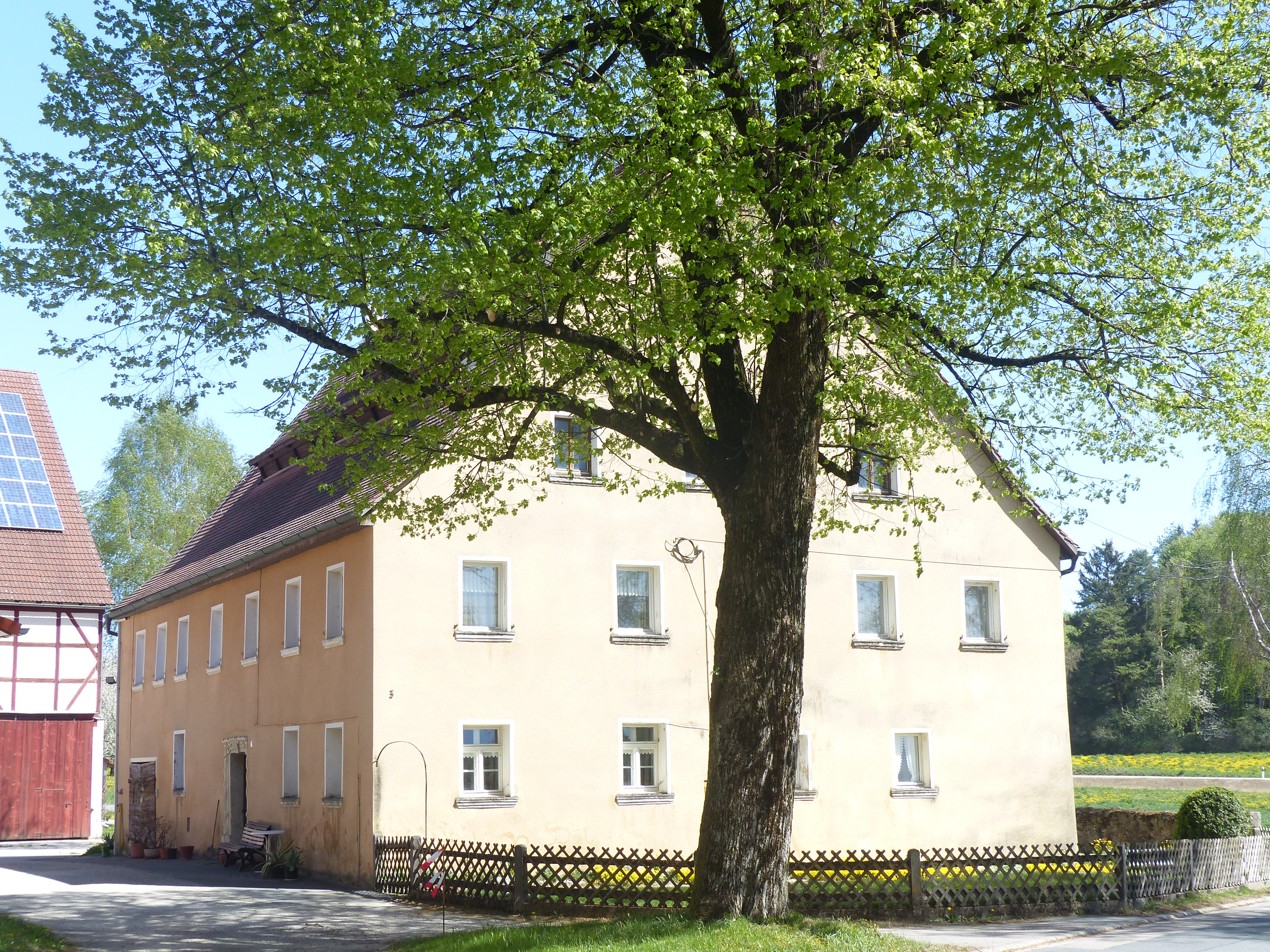
Aus dem 18. Jh. stammendes Bauernhaus

In Erlastrut befinden sich zwei denkmalgeschützte Bauernhäuser, darunter ein vom Ende des 18. Jahrhunderts stammender giebelständiger Satteldachbau mit Hopfengauben.